# Lars Stindl
Lars Stindl (Speyer, 26 de agosto de 1988) é um futebolista alemão que atua como meia ou atacante. Atualmente, joga pelo Karlsruher.

## Carreira
Stindl começou a carreira no Karlsruher II, iniciando sua carreira profissional no Karlsruher SC. Fez sua primeira aparição em 15 de março de 2008 pela Bundesliga. Em 29 de novembro de 2008, Stindl marcou seu primeiro gol na Bundesliga, na partida contra o Hannover 96, clube que mais tarde anunciaria sua contratação, em 16 de março de 2010.
Em 25 de março de 2015, foi confirmado como reforço do Borussia Mönchengladbach para a temporada 2015-16.

### Seleção alemã
Stindl foi convocado pela primeira vez no amistoso contra a Dinamarca, que marcou sua estreia pela Seleção nacional alemã.
Fez parte do elenco que disputou a Copa das Confederações de 2017, quando Joachim Löw relacionou apenas jovens que viriam a formar a base da seleção no futuro. Stindl marcou o gol do título na final contra o Chile e encerrou como artilheiro da competição com três gols.

## Títulos
Alemanha
- Copa das Confederações FIFA: 2017